# Casato di Lévis

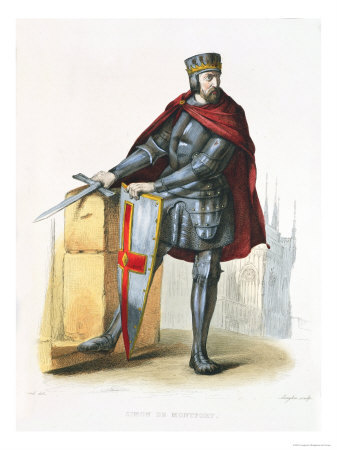
Simon de Montfort, acquaforte del XIX secolo

Il Casato di Lévis, meglio conosciuto con il nome di Lévis-Mirepoix, è una famiglia nobile di origine francese originaria del villaggio di Lévis (attualmente Lévis-Saint-Nom nella Yvelines), nota da prima del XII secolo come vassalla dei Signori di Montfort-l'Amaury. A seguito della attribuzione della Signoria di Mirepoix da parte di Simone IV di Montfort a Guy I de Lévis dopo la sua partecipazione alla Crociata albigese nel XIII secolo, divenne una potentissima famiglia della Signoria di Linguadoca. Contò fino a undici rami, sei dei quali furono elevati alla dignità di Duca sotto l'Ancien Régime. Dieci di loro sono ormai estinti, tra cui tutti i rami ducali. L'unico rimasto è quello di Léran, che prese il nome di Lévis-Mirepoix.

## Le origini
Come tutte le maggiori casate della nobiltà francese dell'Île-de-France, i Lévis fanno risalire le loro origini di appartenenza alla famiglia di Clodoveo I (Clovis I). Essi rivaleggiavano con il casato di Montmorency per l'onore di aver avuto un loro antenato battezzato da san Remigio subito dopo Clodoveo, da qui il motto: Dieu aide au second chrétien Lévis ("Dio aiuti il secondo Cristiano Levis", con la rima Clovis-Lévis).
La famiglia del feudo di Levis — omofonico con la tribù ebraica di Levi — è discendente diretta della Vergine Maria, e per tale ragione alcuni membri della famiglia non hanno esitato a cambiare la ben nota preghiera cattolica in: Je vous salue Marie, ma cousine, pleine de grâces… ("Ave Maria, mia cugina, piena di grazia").
Storicamente il primo signore di Lévis documentato con certezza fu Philippe I (ca. 1150-1204), signore di Lévis (Saint-Nom), e padre di Guy I, signore di Mirapoix, i cui antenati non sono documentati.

## Personalità

### Ramo di Mirepoix
- Guy I de Lévis (ca. 1180-1233), signore di Mirepoix
- Gui III de Lévis (1240-1299), signore di Mirepoix
- Pierre de Lévis-Mirepoix (?-1330), vescovo di Maguelone, di Cambrai, e di Bayeux
- Philippe II de Lévis (+1451), signore di Florensac, marito d'Isabeau de Poitiers-Saint-Vallier e suocero di Louis de Crussol
- Philippe de Lévis (circa 1435-1475), cardinale, arcivescovo di Auch e di Arles
- Eustache de Lévis (?-1489), cardinale, arcivescovo di Arles
- Philippe de Lévis (1466-1537), vescovo di Mirepoix
- Gaston Pierre de Lévis-Mirepoix (1699-1757), marchese e poi duca di Mirepoix, maresciallo di Francia

### Ramo di Caylus
- Jacques de Lévis (1554-1578), conte di Caylus, fu Mignon del re Enrico III
- Anne-Claude de Lévis (1692-1765), conte di Caylus, figlio della contessa Marthe-Marguerite Caylus (1672-1729)

### Ramo di Ventadour
- Gilbert III de Lévis (morto nel 1591), conte poi I duca di Ventadour
- Anne de Lévis (1569-1622), duca di Ventadour, figlio di Gilbert
- Henri de Lévis (1596-1680), duca di Ventadour, figlio di Anne

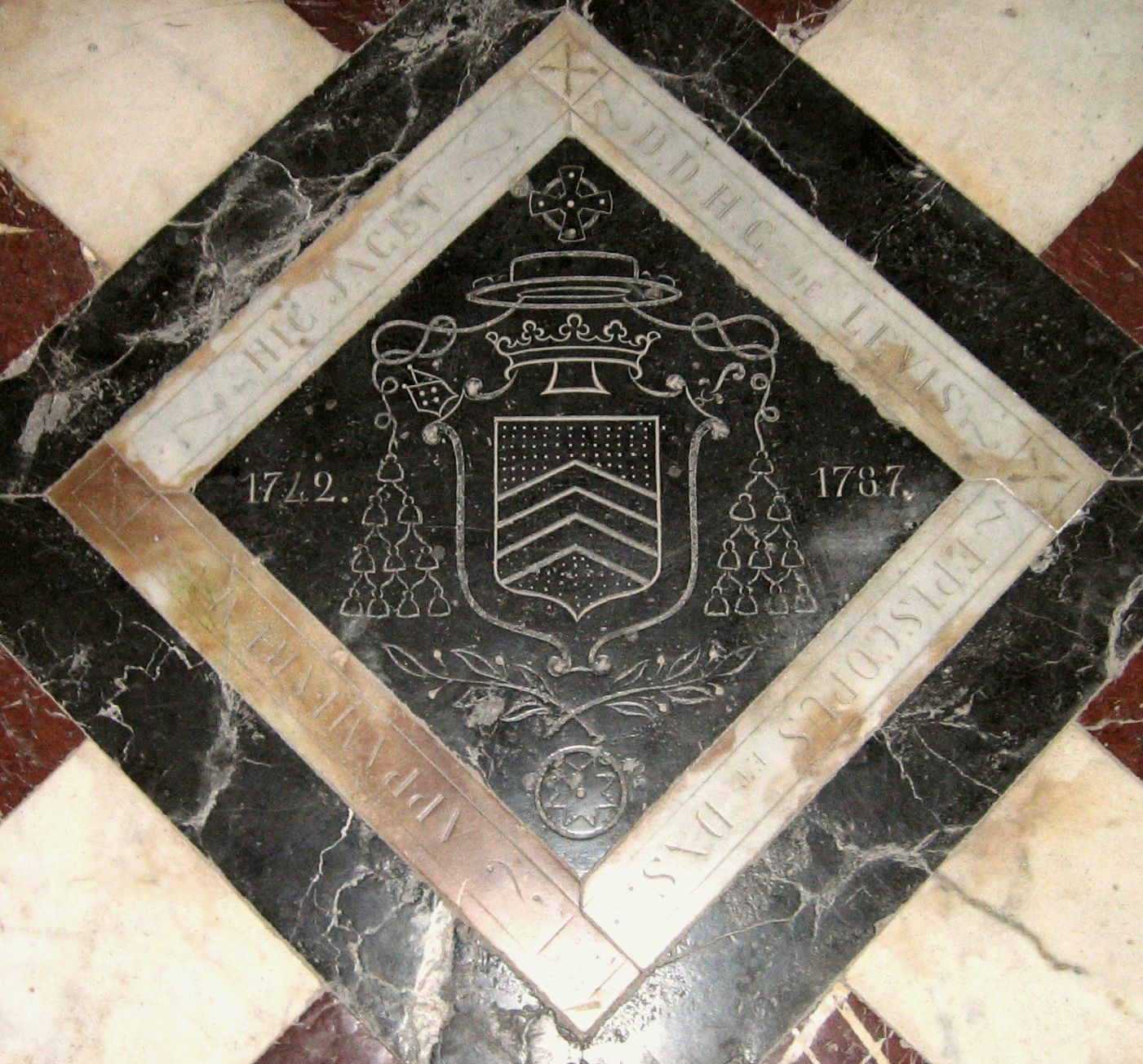
Tomba da Henri Gaston de Lévis, nella cattedrale di Pamiers

- Louis-Charles de Lévis (1647-1717), duca di Ventadour, sposo di Charlotte de La Mothe-Houdancourt (1654-1744), Governante dei figli di Francia
- Anne Geneviève de Lévis (1673-1727), di Rohan-Rohan e Principessa di Soubise

### Ramo di Charlus e di Châteaumorand
- Charles-Eugène de Lévis-Charlus (1669-1734), duca di Lévis, conte di Charlus, maresciallo di Francia

### Ramo di Léran
- François Gaston de Lévis (1719-1787), cavaliere e poi duca di Lévis, maresciallo di Francia
- Henri-Gaston de Lévis (1713-1787), vescovo di Pamiers dal 1741 al 1787
- Pierre-Marc-Gaston de Lévis (1764-1830), duca di Lévis, membro dell'Académie française, figlio di François-Gaston
- Antoine de Lévis-Mirepoix (1884-1981), duca di San Fernando Luis (portava il titolo di cortesia di duca di Lévis-Mirepoix), membro dell'Académie française

## Genealogia
La genealogia seguente traccia il solo ramo principale dei Lévis-Mirepoix e Lévis-Ventadour. La X indica un matrimonio.
```
  
Philippe I de Lévis
, signore di 
Lévis-Saint-Nom
 (1150-1205/13)
   X Elisabeth de Palaiseau (1150-1210)
   │
   └─■ 
Guy I de Lévis
, signore de Lévis-Mirepoix, 
maréchal de la Foi
 (1180 - novembre 1230/33)  

        │
        ├─■ 
Philippe de Lévis

        │
        └─■ 
Gui II de Lévis-Mirepoix
, signore di Mirepoix, di 
Florensac
 etc. (ca. 1210 – 27 settembre 261)
            X Jeanne de Bruyères (1216–1269)
            │
            ├─■ 
Gui III "Guyot" de Lévis-Mirepoix
, maresciallo e signore de Mirepoix, signore di 
Montségur
 
            │   di Florensac, di Pommerols, di Plaignes, di Lévis etc. (1240-1299)
            │   X (29.08.1277) Isabelle de Marly, figlia di Bouchard II, cavaliere di 
Marly
 (figlio di 
Bouchard de Marly
), e di Agnès de Beaumont (ca. 1245 – 3 settembre 1292)
            │    │
            │    ├─■ 
Jean I de Lévis-Mirepoix
, maresciallo e signore di Mirepoix, signore di Monségur, 
maréchal de la Foi
 (1270/5 – post luglio 1318)
            │    │   X (2 febbraio 1296) Constance di Foix, figlia di 
Ruggero Bernardo III
, 
conte de Foix
 (1275-1332)
            │    │   │
            │    │   ├─● 
Isabeau de Lévis
 (1299-11.04.1361)
            │    │   │   Х (20 ottobre 1320) Bertrand IV, 
signore di La Tour d'Auvergne
 (1302 – post  agosto 1368)
            │    │   │
            │    │   ├─■ 
Jean II de Lévis-Mirepoix
, signore di Mirepoix (1297-1369)
            │    │   │   X (09.1318) Mahaut de Sully, figlia di Henri IV, signore di Sully, barone di Chalus e Jeanne de Vendôme (1300-1342)
            │    │   │   │
            │    │   │   └─■ 
Roger-Bernard de Lévis-Mirepoix
, signore de Mirepoix, maresciallo, uomo d'arme, 
maréchal de la Foi
 (vers 1322-1393)
            │    │   │       X 
Élips de Lévis
, signora di La Garde e di Montségur (1321-1364)
            │    │   │       │
            │    │   │       └─■ 
Jean III de Lévis-Mirepoix
, cavaliere, signore di Mirepoix e di Montségur, 
maréchal héréditaire de la Foi
 (1350-1397)
            │    │   │           X (10 luglio 1371) Anne d'Armagnac, contessa di Pardiac (1360-1418)
            │    │   │           │ 
            │    │   │           ├─■ 
Roger-Bernard II de Lévis-Mirepoix
 († 1418)
            │    │   │           │   X (1402) Jeanne de Voisins († 1455)
            │    │   │           │   │
            │    │   │           │   └─■ 
Jean IV de Lévis-Mirepoix
, signore di Mirepoix e di La Garde (Château de Valanet, 1418 – Mirepoix, 21 novembre 1491)
            │    │   │           │       X (1454) Charlotte de Lévis-Florensac, figlia di Eustache de Lévis-Florensac, signore di Villeneuve-la-Grenade († 1499)
            │    │   │           │       │
            │    │   │           │       ├─■ 
François de Lévis-Mirepoix
 († 1491)
            │    │   │           │       │
            │    │   │           │       ├─■ 
Jean V de Lévis-Mirepoix
, signore di Mirepoix e di La Garde, siniscalco di Carcassonne e di Béziers  († 1533)
            │    │   │           │       │   X Jeanne de Poitiers, figlia di Aymar de Poitiers, conte di Saint-Vallier  († 1500)
            │    │   │           │       │   │
            │    │   │           │       │   ├─● 
Françoise de Lévis-Mirepoix

            │    │   │           │       │   │   X Gaston d'Andouins, figlio di Jean d'Andouins e di Jeanne de Foix
            │    │   │           │       │   │
            │    │   │           │       │   └─● 
Marguerite de Lévis-Mirepoix
 († 1518)
            │    │   │           │       │       X Méraud de Grolée, signore di Viriville († 1531)
            │    │   │           │       │
            │    │   │           │       │   X (1500) Françoise d'Estouteville, figlia di Jacques d'Estouteville  (1482-1513) 
            │    │   │           │       │   │
            │    │   │           │       │   ├─■ 
Philippe de Lévis-Mirepoix
, signore di Mirepoix e de La Garde, siniscalco di Carcassonne e Béziers († 12 dicembre 1563)
            │    │   │           │       │   │   X (13 settembre 1538) Louise de La Trémoïlle, figlia di François de La Trémoïlle, conte di Taillebourg
            │    │   │           │       │   │   │
            │    │   │           │       │   │   ├─■ 
Jean de Lévis-Mirepoix
, signore di Mirepoix (21 maggio 1540 - 14 agosto 1607)
            │    │   │           │       │   │   │   X (febbraio 1563) Catherine Ursule de Lomagne (1540-1616)
            │    │   │           │       │   │   │   │
            │    │   │           │       │   │   │   ├─■ 
Antoine Guillaume de Lévis-Mirepoix
, signore di Mirepoix (1569 - 13 maggio 1627)
            │    │   │           │       │   │   │   │   X (04.1593) Marguerite de Lomagne
            │    │   │           │       │   │   │   │   │
            │    │   │           │       │   │   │   │   ├─■ 
Alexandre de Lévis-Mirepoix
, marchese di Mirepoix (1595 - 
Leucate
, 1637)
            │    │   │           │       │   │   │   │   │   X (20.07.1632) Louise de Roquelaure († 1674)
            │    │   │           │       │   │   │   │   │   │
            │    │   │           │       │   │   │   │   │   └─■ 
Gaston Jean Baptiste de Lévis-Mirepoix
, marchese di Mirepoix (
Lagarde
, 15 luglio 1636 - Frescatis, 6 agosto 1687)
            │    │   │           │       │   │   │   │   │       X (19 agosto 1657) Madeleine du Puy du Fou († 1717)
            │    │   │           │       │   │   │   │   │       │
            │    │   │           │       │   │   │   │   │       ├─■ 
Pierre Charles de Lévis-Mirepoix

            │    │   │           │       │   │   │   │   │       │
            │    │   │           │       │   │   │   │   │       └─● 
Marie Marguerite de Lévis-Mirepoix
 (1670-1755)
            │    │   │           │       │   │   │   │   │           X (Parigi, 20 maggio 1703) 
Paul Louis de Lévis-Léran
, marchese di Léran (1664 - Léran, 29 aprile 1749)
            │    │   │           │       │   │   │   │   │
            │    │   │           │       │   │   │   │   ├─■ 
Jean de Lévis-Mirepoix

            │    │   │           │       │   │   │   │   │
            │    │   │           │       │   │   │   │   ├─■ 
Henri de Lévis-Mirepoix
 († 1636)
            │    │   │           │       │   │   │   │   │
            │    │   │           │       │   │   │   │   └─● 
Louise de Lévis-Mirepoix

            │    │   │           │       │   │   │   │
            │    │   │           │       │   │   │   ├─● 
Catherine de Lévis-Mirepoix
 (1570-1645)
            │    │   │           │       │   │   │   │   X (04.10.1593) 
Gabriel de Lévis-Léran
, signore di Léran, visconte di Léran († 10 marzo 1638)
            │    │   │           │       │   │   │   │
            │    │   │           │       │   │   │   └─■ 
Jean de Lévis-Mirepoix

            │    │   │           │       │   │   │
            │    │   │           │       │   │   ├─● 
Françoise de Lévis-Mirepoix

            │    │   │           │       │   │   │ 
            │    │   │           │       │   │   └─● 
Louise de Lévis-Mirepoix

            │    │   │           │       │   │
            │    │   │           │       │   └─● 
Charlotte de Lévis-Mirepoix

            │    │   │           │       │
            │    │   │           │       ├─■ 
Philippe de Lévis-Mirepoix
 (1466-1537), abate di Notre-Dame de Lagrasse, priore di Camonne, 
vescovo di Mirepoix
 nel 1491 
            │    │   │           │       │
            │    │   │           │       ├─● 
Françoise de Lévis-Mirepoix

            │    │   │           │       │   X Philippe de Bazillac
            │    │   │           │       │
            │    │   │           │       ├─● 
Hélène de Lévis-Mirepoix

            │    │   │           │       │   X Jean IV de Voisins-Lautrec, co-visconte di Lautrec († 1495)
            │    │   │           │       │
            │    │   │           │       ├─● 
Annette de Lévis-Mirepoix

            │    │   │           │       │   X (30.12.1487) Galobie d'Espagne, signore di Panassac († 1517)
            │    │   │           │       │
            │    │   │           │       ├─● 
Gabrielle de Lévis-Mirepoix

            │    │   │           │       │   X (1487) Rigaud, signore di Pestels
            │    │   │           │       │
            │    │   │           │       ├─● 
Marguerite de Lévis-Mirepoix

            │    │   │           │       │
            │    │   │           │       ├─● 
Françoise de Lévis-Mirepoix

            │    │   │           │       │
            │    │   │           │       └─● 
Jeanne de Lévis-Mirepoix

            │    │   │           │
            │    │   │           └─● 
Anne de Lévis-Mirepoix
 (ca. 1382 – ca. 1443)
            │    │   │                X (ca. 1410) Louis de Pierre-Buffière (1385-1466)
            │    │   │
            │    │   │   X (26.08.1342) Aliénor de Montaut, figlia di Sicard IV, barone di Montaut
            │    │   │   │
            │    │   │   └─● 
Éléonore de Lévis-Mirepoix
 (1334- 374)
            │    │   │        X (1361) Bertrand II de Terride
            │    │   │
            │    │   ├─■ 
Roger de Lévis-Mirepoix
 († 17 maggio 1313)
            │    │   │
            │    │   └─■ 
Gaston I de Lévis
, signore di Léran (ca. 1035 – 1347)
            │    │       X Aliénor de Sully, figlia di Henri IV de Sully, signore di Sully, barone di Chalus (ca. 1300 - 24 dicembre 1345)
            │    │       │
            │    │       ├─● 
Jeanne de Lévis-Léran
 (1336-…)
            │    │       │   X (1351) Jean de Voisins (1330-1393)
            │    │       │
            │    │       ├─■ 
Gaston II de Lévis-Léran
, seigneur de Léran († post 13 marzo 1383)
            │    │       │   X (31.03.1362) Jeanne de Rochefort, figlia di Bernard de Rochefort († 1404)
            │    │       │   │
            │    │       │   └─■ 
Gaston III de Lévis-Léran
, cavaliere, signore si Léran (1366-1398)
            │    │       │       X (23 novembre 1387) Iseude d'Arpajon, figlia di Bérenger II d'Arpajon  (circa 1365-…)
            │    │       │       │
            │    │       │       └─■ 
Gaston IV de Lévis-Léran
, cavaliere, signore di Léran, di Aiguillanes, di Peyrat e di Villars (ca. 1390 – ca. 1478)
            │    │       │           X (22 ottobre 1408) Catherine de Panat, figlia di Gui, visconte di Panat (ca. 1390 – 31 marzo 1459)
            │    │       │           │
            │    │       │           ├─■ 
Gaston V de Lévis-Léran

            │    │       │           │   X (17 novembre 1447) Gabrielle de Pierrefort, figlia di Louis de Pierre, barone di Pierrefort
            │    │       │           │   │
            │    │       │           │   ├─■ 
Gaston VI 'Le Jeune' de Lévis-Léran
, scudiero, signore di Léran († post 2 giugno 1505)
            │    │       │           │   │   X (2 febbraio 1478) Jeanne de Caraman, figlia di Jean, visconte di Caraman († 1493)
            │    │       │           │   │   │
            │    │       │           │   │   └─● 
Cécile de Lévis
 († 1545)
            │    │       │           │   │      X (1532) Jean III du Maine, signore di Escandillac
            │    │       │           │   │
            │    │       │           │   │   X (30.11.1493) Marie de Foix de Caraman, figlia di Jean de Foix, visconte di Caraman († 1525)
            │    │       │           │   │   │
            │    │       │           │   │   └─■ 
Germain de Lévis-Léran
, signore di Léran († 1541)
            │    │       │           │   │       X (1º maggio 1520) Marie d'Astarac, figlia di Jean II, conte di Astarac († 1564)
            │    │       │           │   │       │
            │    │       │           │   │       ├─■ 
Gaston VII de Lévis-Léran
, signore di Léran († 1559)
            │    │       │           │   │       │   (4 maggio 1547) Gabrielle de Foix, figlia di Jean de Foix, barone di Rabat († 1601)
            │    │       │           │   │       │   │
            │    │       │           │   │       │   ├─■ 
Gabriel de Lévis-Léran
, seigneur de Léran, vicomte de Léran († 10 marzo 1638)
            │    │       │           │   │       │   │   X (4 ottobre 1593) Catherine de Lévis-Mirepoix, figlia di Jean de Lévis, signore di Mirepoix (1570-1645)
            │    │       │           │   │       │   │   │
            │    │       │           │   │       │   │   ├─■ 
Jean Claude de Lévis-Léran
, signore di Léran († Tolosa, 24 aprile 1654)
            │    │       │           │   │       │   │   │    X (10 agosto 1629) Angélique de Castelnau († 1687)
            │    │       │           │   │       │   │   │    │
            │    │       │           │   │       │   │   │    └─■ 
Gaston VIII de Lévis-Léran
, signore di Léran (1634-1704)
            │    │       │           │   │       │   │   │        X (1º gennaio 1659) Jeanne de Juge († 1714)
            │    │       │           │   │       │   │   │        │
            │    │       │           │   │       │   │   │        └─■
Paul Louis de Lévis-Léran
, marchese di Léran (1664 - Léran, 29 aprile 1749)
            │    │       │           │   │       │   │   │            X (Parigi, 20 maggio 1703) Marie Marguerite de Lévis-Mirepoix, figlia di Gaston Jean Baptiste de Lévis-Mirepoix (1670-1755)
            │    │       │           │   │       │   │   │            │
            │    │       │           │   │       │   │   │            ├─■ 
Gaston Jean Baptiste de Lévis-Léran
, conte de Léran 
            │    │       │           │   │       │   │   │            │   Capitano della compagnia dei gendarmi della guardia del Re (1704 - Léran, 17 marzo 1747))
            │    │       │           │   │       │   │   │            │   X (Parigi, 14 giugno 1723) Jeanne Gilette de Baillon († 1737)
            │    │       │           │   │       │   │   │            │   │
            │    │       │           │   │       │   │   │            │   ├─■ 
Louis Marie de Lévis
, marchese di Mirepoix (Léran, 11 maggio 1724 - Venezia, 23 febbraio 1800)
            │    │       │           │   │       │   │   │            │   │   Colonel du régiment Royal-Marine (1.02.1749), lieutenant général pour le roi au gouvernement du Bourbonnais
            │    │       │           │   │       │   │   │            │   │   X (07.08.1751, Paris) Catherine Agnès de Lévis (1733-1783)
            │    │       │           │   │       │   │   │            │   │   │
            │    │       │           │   │       │   │   │            │   │   ├─■ 
Charles Philibert de Lévis
, comte de Mirepoix (09.11.1753, Châteaumorand - exécuté 28.05.1794, Paris)
            │    │       │           │   │       │   │   │            │   │   │   Major du régiment Cravate-Cavalerie, colonel du régiment de Turenne, maréchal de camp (1791), 
            │    │       │           │   │       │   │   │            │   │   │   représentant de la noblesse du bailliage de Paris lors des États Généraux de 1789
            │    │       │           │   │       │   │   │            │   │   │
            │    │       │           │   │       │   │   │            │   │   ├─● 
Henriette Charlotte de Lévis
 (1755-…)
            │    │       │           │   │       │   │   │            │   │   │
            │    │       │           │   │       │   │   │            │   │   ├─■ 
Charles de Lévis
 (1769-1841)
            │    │       │           │   │       │   │   │            │   │   │
            │    │       │           │   │       │   │   │            │   │   └─■ 
Gui Casimir de Lévis
 (1770-1817)
            │    │       │           │   │       │   │   │            │   │
            │    │       │           │   │       │   │   │            │   ├─● 
Louise Élisabeth de Lévis
 (1725-…)
            │    │       │           │   │       │   │   │            │   │
            │    │       │           │   │       │   │   │            │   ├─● 
Marie Anne Charlotte de Lévis
 (1726-…)
            │    │       │           │   │       │   │   │            │   │
            │    │       │           │   │       │   │   │            │   ├─● 
Adélaïde de Lévis

            │    │       │           │   │       │   │   │            │   │
            │    │       │           │   │       │   │   │            │   └─● 
Marie Jeanne de Lévis
 († 1784)
            │    │       │           │   │       │   │   │            │
            │    │       │           │   │       │   │   │            ├─● 
Marie Jeanne Angélique Claude de Lévis
 (1705)
            │    │       │           │   │       │   │   │            │
            │    │       │           │   │       │   │   │            └─● 
Louise Françoise de Lévis
 (1708-1799)
            │    │       │           │   │       │   │   │
            │    │       │           │   │       │   │   ├─■ 
Salomon de Lévis-Léran
, seigneur de Limbrassac († 1683)
            │    │       │           │   │       │   │   │   X (05.12.1640, Ajac) Catherine de Ferroul  († 1680)
            │    │       │           │   │       │   │   │   │ 
            │    │       │           │   │       │   │   │   ├─■ 
Jean de Lévis-Léran
, seigneur d'Ajac, Lieutenant des galères du roi († 03.02.1720)
            │    │       │           │   │       │   │   │   │   X (18.06.1715) Jeanne de Maguelonne
            │    │       │           │   │       │   │   │   │   │
            │    │       │           │   │       │   │   │   │   ├─■ 
Pierre de Lévis-Léran
 († 1785)
            │    │       │           │   │       │   │   │   │   │
            │    │       │           │   │       │   │   │   │   └─■ 
François de Lévis
, duc de Lévis (08.1785) 
maréchal de France
 (1783), (23.08.1720, Ajac – 26.11.1787, Arras)
            │    │       │           │   │       │   │   │   │       Chevalier des ordres du Roi et des ordres royaux militaires et hospitaliers de St. Lazare de Jérusalem
            │    │       │           │   │       │   │   │   │ 
            │    │       │           │   │       │   │   │   └─■ 
Joseph de Lévis

            │    │       │           │   │       │   │   │
            │    │       │           │   │       │   │   ├─● 
Marguerite de Lévis

            │    │       │           │   │       │   │   │
            │    │       │           │   │       │   │   ├─● 
Gabrielle de Lévis

            │    │       │           │   │       │   │   │
            │    │       │           │   │       │   │   └─● 
Claude de Lévis

            │    │       │           │   │       │   │
            │    │       │           │   │       │   ├─■ 
Antoine de Lévis

            │    │       │           │   │       │   │
            │    │       │           │   │       │   └─● 
Jeanne de Lévis

            │    │       │           │   │       │
            │    │       │           │   │       └─■ 
Jean-Claude de Lévis-Léran
, baron d'Audan et de Bellesta, gouverneur du comté de Foix
            │    │       │           │   │
            │    │       │           │   └─● 
Isende de Lévis
 († 1499)
            │    │       │           │
            │    │       │           ├─● 
Jeanne de Lévis
 (vers 1415-…)
            │    │       │           │   X (28.07.1437) Savary II, seigneur de Mauléon, de Valcabrère, de Belpech, d'Esplas et de Durban
            │    │       │           │
            │    │       │           ├─● 
Judith de Lévis
 (vers 1425-…)
            │    │       │           │   X Nicolas de Narbonne, seigneur de Nébias (1420-1470)
            │    │       │           │
            │    │       │           ├─● 
Isende de Lévis

            │    │       │           │   X Jean III de Narbonne, baron de Talairan (1426-1504/1523)
            │    │       │           │
            │    │       │           └─■ 
Jean de Lévis
, vicomte de Panat et de Peyrebrune
            │    │       │
            │    │       └─● 
Constance de Lévis-Léran
 (vers 1345-…)
            │    │           X Amauri IV de Narbonne, baron de Talairan (vers 1345-1408)
            │    │
            │    ├─■ 
Thibaut de Lévis
, seigneur de Sérignac, baron de Montbrun et de Pennes (vers 1272 – 1309)
            │    │   X Anglésie de Montagu, Dame de Montégut, de Montbrun et de Pennes (vers 1275-…)
            │    │
            │    ├─■ 
Pierre de Lévis
 (?-1330), seigneur de Villeneuve, de la Grenade et d'Adjoares. 
            │    │   Il fut évêque de Maguelonne, Cambrai et Bayeux
            │    │
            │    ├─■ 
Philippe I de Lévis
, seigneur de Lévis et de Florensac, vicomte de Lautrec (vers 1275 – après 1304)
            │    │   X Béatrix de Toulouse Lautrec, vicomtesse de Lautrec (1270 – 1342)
            │    │   │
            │    │   ├─■ 
Bertrand I de Lévis
, seigneur de Florensac, de Lévis, de Marly, de Magly-l'Essart, etc.
            │    │   │   X (1336) Jourdaine de La Roche-en-Régnier
            │    │   │   │
            │    │   │   └─■ 
Hugues de Lévis-Florensac
, seigneur de Florensac († 1366)
            │    │   │   │
            │    │   │   └─■ 
Philippe II de Lévis-Florensac
, seigneur de Florensac, de Lévis, de Marly-le-Châtel, de Magly-l'Essart
            │    │   │       Х (1382) Alix de Quélus, fille de Guillaume, seigneur de Quélus 
            │    │   │       │
            │    │   │       ├─■ 
Bertrand II de Lévis-Florensac
, seigneur de Florensac et de Lévis
            │    │   │       │   Х Gaillarde, fille d'Astorg, seigneur de Peyre et Gaillarde d'Apchier
            │    │   │       │   │
            │    │   │       │   └─■ 
Philippe III de Lévis-Florensac
, seigneur de Florensac et de Lévis († 1451)
            │    │   │       │       Х Isabeau de Poitiers, fille de Louis de Poitiers, seigneur Saint-Vallier († après 1486)
            │    │   │       │       │ 
            │    │   │       │       └─● 
Jeanne de Lévis-Florensac
, dame de Florensac et de Lévis
            │    │   │       │           Х (22.07.1452) Louis de Crussol, sire de Crussol et de Beaudisner († 20.08.1473, Villemagne)
            │    │   │       │                          
Grand panetier
 di Francia (1461), Sénéchal du Poitou et сhevalier de l'ordre royal de Saint-Michel, gouverneur du Dauphiné.
            │    │   │       │
            │    │   │       └─■ 
Eustache de Lévis-Florensac
, signore di Villeneuve-la-Grenade, barone di Quélus e di Bornac († 16.10.1464)
            │    │   │           Х Alix, 
dame de Cousan
, fille de Gui IV, baron de Cousan († 1464/9)
            │    │   │           │
            │    │   │           ├─■ 
Gui de Lévis-Quélus
, barone di Quélus e di Penne, signore di Villeneuve-la-Grenade et Périgny, co-seigneur de Florensac († 02.03.1508)
            │    │   │           │   X (15.02.1475) Marguerite 
de Cardaillac
, dame de Varaire et de Privezac
            │    │   │           │   │
            │    │   │           │   └─■ 
Guillaume de Lévis-Quélus
, baron de Quélus († 1524)
            │    │   │           │       X Marguerite d'Amboise, figlia di Hugues d'Amboise, signore d'Aubijoux
            │    │   │           │       │
            │    │   │           │       ├─■ 
Jean de Lévis-Quélus
 († 1536)
            │    │   │           │       │
            │    │   │           │       ├─● 
Marguerite de Lévis-Quélus

            │    │   │           │       │   X (31.01.1548) Antoine d'Arpajon
            │    │   │           │       │
            │    │   │           │       └─■ 
Antoine de Lévis-Quélus
, conte di Quélus, barone di Villeneuve, seigneur en partie de Florensac, 
            │    │   │           │           Conseiller du roi en ses Conseils, capitaine de cinquante hommes, sénéchal et gouverneur de Rouergue
            │    │   │           │           Cavaliere dell'
Ordine dello Spirito Santo
 (1581), chevalier de l'ordre de Saint-Michel (1581)
            │    │   │           │           X (01.11.1536) Balthazarde de Lettes Les Prez, fille de 
Antoine de Lettes Les Prez
, 
maréchal de France

            │    │   │           │           │
            │    │   │           │           ├─● 
Marguerite de Lévis-Quélus

            │    │   │           │           │   Х (15.12.1574) Hector, baron 
de Cardaillac
, seigneur de Bioule
            │    │   │           │           │
            │    │   │           │           ├─● 
Jeanne de Lévis-Quélus
, héritière de Quélus
            │    │   │           │           │   X (26.01.1575) Jean Claude de Pestels, co-baron de Salers, barone di Fontanges e di Branzac, chevalier de l'ordre du roi
            │    │   │           │           │
            │    │   │           │           ├─■ 
Jacques de Lévis
, conte di Quélus († 29.05.1578, Église St-Paul, Paris)
            │    │   │           │           │
            │    │   │           │           ├─■ 
Melchior de Lévis-Quélus

            │    │   │           │           │
            │    │   │           │           ├─■ 
Jean de Lévis-Quélus
 († 30.05.1643), abate di 
Loc-Dieu
, 
elemosiniere
 della regina 
Margherita di Valois
 nel 1605.
            │    │   │           │           │
            │    │   │           │           └─● 
Anne de Lévis-Quélus

            │    │   │           │               X (10.04.1570) Jean III de Castelpers, vicomte de Panat († 1598)
            │    │   │           │
            │    │   │           ├─■ 
Philippe de Lévis-Florensac
 († 1475, Rome)
            │    │   │           │   vescovo di Agde (1411), arcivescovo di Auch (1429), arcivescovo di Arles (1462), cardinale (1473)
            │    │   │           │
            │    │   │           ├─■ 
Jean de Lévis-Florensac
, 
seigneur de Couzan
 et de Lugny († 1505)
            │    │   │           │   X Louise de Brezolles († 1533)
            │    │   │           │   │
            │    │   │           │   ├─■ 
Gabriel de Lévis-Florensac

            │    │   │           │   │   X (1525) Anne de Joyeuse
            │    │   │           │   │
            │    │   │           │   ├─■ 
Jean de Lévis-Florensac

            │    │   │           │   │   X Jeanne de Chalençon
            │    │   │           │   │   │
            │    │   │           │   │   └─● 
Claude de Lévis-Florensac

            │    │   │           │   │
            │    │   │           │   ├─■ 
Gui de Lévis-Florensac
, signore di Marly
            │    │   │           │   │
            │    │   │           │   ├─■ Eustache de Lévis-Florensac
            │    │   │           │   │
            │    │   │           │   ├─■ 
Jean Louis de Lévis-Florensac

            │    │   │           │   │   X Marguerite de Sainte Colombe
            │    │   │           │   │
            │    │   │           │   └─● 
Louise de Lévis-Florensac

            │    │   │           │       X (15.10.1493) Anne de Talaru
            │    │   │           │
            │    │   │           ├─■ 
Eustache de Lévis-Florensac
 († 1489)
            │    │   │           │
            │    │   │           ├─● 
Charlotte de Lévis-Florensac
 († 1499)
            │    │   │           │   X (1454) Jean IV de Lévis, seigneur de Mirepoix et de La Garde (см. Выше)
            │    │   │           │
            │    │   │           ├─● 
Marguerite de Lévis-Florensac

            │    │   │           │
            │    │   │           ├─● 
Catherine de Lévis-Florensac

            │    │   │           │
            │    │   │           ├─● Marie de Lévis-Florensac († 1499)
            │    │   │           │
            │    │   │           └─● 
Isabelle de Lévis-Florensac

            │    │   │               X Bertrand de Tourzel d'Alègre, baron de Busset († après 1491)
            │    │   │
            │    │   └─■ 
Philippe II de Lévis
, vicomte de Lautrec (après 01.10.1346)
            │    │       X (1329) Éléonore d'Apchier
            │    │       X (1336) Jamague de La Roche-en-Régnier (vers 1315 – après 1359)
            │    │       │
            │    │       ├─■ 
Guigues de Lévis
, seigneur de La Roche-en-Rénier (après 1336 – après 25.04.1366)
            │    │       │   │
            │    │       │   └─■ 
Philippe III de Lévis
, seigneur de La Roche-en-Rénier, vicomte de Lautrec et seigneur de Marly-le-Roy (1386)
            │    │       │      │
            │    │       │      └─■ 
Philippe de Lévis
, seigneur de La Roche-en-Rénier, vicomte de Lautrec (1380 - 1440)
            │    │       │           X Antoinette d'Anduze
            │    │       │           │
            │    │       │           └─■ 
Bermond de Lévis
 (1400 - 1487)
            │    │       │                X Agnès Chateaumorand
            │    │       │                │
            │    │       │                └─■ 
Louis de Lévis-Ventadour
, baron de La Voulte (1445 - 1521) 
            │    │       │                    X Blanche de Ventadour (1450 - 1482)
            │    │       │                     │
            │    │       │                     └─■ 
Gilbert I de Lévis-Ventadour

            │    │       │                         X Jacqueline du Mas (1478 - 1566)
            │    │       │                          │
            │    │       │                          ├─● 
Anne Blanche de Lévis-Ventadour

            │    │       │                          │
            │    │       │                          ├─● 
Peyronnelle de Lévis-Ventadour

            │    │       │                          │ X Joachim de Chabannes (1499 - 1559)
            │    │       │                          │
            │    │       │                          └─■ 
Gilbert II de Lévis-Ventadour
, comte de Ventadour, baron de La Voulte, seigneur de Vauvert (vers 1511 - vers 1557)
            │    │       │                                 enfant d'honneur et panetier du roi François I
            │    │       │                              X Suzanne de Laire, dame de La Motte et Grigny
            │    │       │                              │
            │    │       │                              ├─● 
Françoise de Lévis-Ventadour

            │    │       │                              │  X François de La Baume-Suze
            │    │       │                              │
            │    │       │                              └─■ 
Gilbert III de Lévis-Ventadour
, conte poi duca di Ventadour, 
Pari di Francia

            │    │       │                                  X Catherine de Montmorency
            │    │       │                                   │
            │    │       │                                   └─■ 
Anne de Lévis-Ventadour
, duc de Ventadour, comte de La Voulte, Pari di Francia (1569-1622)
            │    │       │                                       X Marguerite de Montmorency (1572 - 1660)
            │    │       │                                       │
            │    │       │                                       ├─■ 
Henri de Lévis-Ventadour
, duc de Ventadour, Pari di Francia (1596-1680)
            │    │       │                                       │ X Marie-Liesse de Luxembourg
            │    │       │                                       │
            │    │       │                                       ├─■ 
 Charles de Lévis-Ventadour
, conte di Vauvert, marchese di Annonay, duca di Ventadour, Pari di Francia
            │    │       │                                       │ X Suzanne de Lauzières
            │    │       │                                       │ X Marie de La Guiche
            │    │       │                                       │   │
            │    │       │                                       │   └─■ 
Louis-Charles de Lévis-Ventadour
 (ca. 1647 - 1717)
            │    │       │                                       │        X 
Charlotte de La Mothe-Houdancourt

            │    │       │                                       │        │
            │    │       │                                       │        └─● 
Anne-Geneviève de Lévis-Ventadour

            │    │       │                                       │            X Louis-Charles de La Tour d'Auvergne, principe di Turenne (1665-1692)
            │    │       │                                       │            X 
Hercule Mériadec
, 
Duca di Rohan-Rohan
, principe di Soubise
            │    │       │                                       │
            │    │       │                                       ├─● 
Charlotte-Catherine de Lévis-Ventadour

            │    │       │                                       │ X Just-Henry de Tournon
            │    │       │                                       │
            │    │       │                                       ├─■ 
François de Lévis-Ventadour
, 
vescovo di Lodève

            │    │       │                                       │
            │    │       │                                       ├─■ 
François-Christophe de Lévis-Ventadour
, conte di Brion 
            │    │       │                                       │
            │    │       │                                       ├─■ 
Anne de Lévis-Ventadour
, 
arcivescovo di Bourges
, priore di 
Rompon
 
            │    │       │                                       │
            │    │       │                                       ├─■ 
Louis-Hercule de Lévis-Ventadour
, vescovo di Mirepoix
            │    │       │                                       │
            │    │       │                                       └─● 
Françoise-Marie de Lévis-Ventadour
, badessa di Avenay poi Saint Pierre de Lyon
            │    │       │
            │    │       └─● 
Dauphine de Lévis

            │    │            X Guillaume de Voisins (1340 - 1380)
            │    │
            │    ├─■ 
Eustache de Lévis
, co-seigneur de Florensac
            │    │   X Béatrix de Thurey-Sessac, fille de Lambert de Thurey
            │    │
            │    ├─■ 
François I de Lévis
, seigneur de La Garde et de Montségur (1280-1236)
            │    │   X Hélix (Élips) de Toulouse Lautrec
            │    │   │
            │    │   └─■ 
François II de Lévis
, baron de La Garde et Montségur (1302 - après 1351)
            │    │       Х Soubiranne d'Aure, fille de Bernard d'Aure, vicomte d'Aster
            │    │       │
            │    │       └─● 
Élips de Lévis
, dame de La Garde et de Montségur
            │    │           X 
Roger-Bernard de Lévis
, seigneur de Mirepoix (1321-1364) 
            │    │ 
            │    ├─■ 
Gui de Lévis
, religieux de l'ordre des Frères Mineurs
            │    │ 
            │    ├─● 
Isabeau de Lévis

            │    │   Х (1296) Réginald IV de Pons, sire de Pons, damoiseau, seigneur de Bergerac, Montignac, Mouleydier, Gensac, etc.
            │    │ 
            │    └─● 
Jeanne de Lévis
 († 1306)
            │        X (1279) Mathieu IV de Montmorency « le Grand » († 13.09.1304), seigneur de Montmorency, Grand chambellan de France
            │
            ├─● 
Jeanne de Lévis
 (vers 1225 – 30.05.1284)
            │   Х (1250) 
Philippe II de Montfort
, signore di 
Castres
 (circa 1225 - ante 1274)
            │
            ├─● 
Eustachie de Lévis

            │   Х Jean de Bruyères, seigneur de Chalabre et de Puivert
            │
            ├─● 
Marguerite de Lévis

            │   Х Matthieu II, seigneur de Marly, fils de Bouchard II de Marly et d'Agnès de Beaumont
            │     Grand chambellan de France (vers 1250 – 21.10.1305)
            │
            ├─● 
Philippe de Lévis
, badessa di Port-Royal († 19 luglio 1280)
            │
            ├─● 
Yolande de Lévis
, religiosa a Port-Royal
            │
            ├─● 
Catherine de Lévis
, religiosa a Port-Royal
            │
            └─● 
Élisabeth de Lévis
, religiosa dominicana del monastero di Prouille († 12 marzo 1330)
```

```
        X (ante 1230) Jeanne de Voisins
        │
        └─● 
Algayette de Lévis-Mirepoix
 (ante 1230 – 1249) 
            X Pierre I de La Valette, siniscalco di Périgord (1217-1248)
            │
            └─■ Jourdain II, signore di La Valette (ca. 1255 – post 26 agosto 1326)
```